# Chasmias motatorius
Chasmias motatorius là một loài tò vò trong họ Ichneumonidae.